# Pergalumna altera
Pergalumna altera är en kvalsterart som först beskrevs av Oudemans 1915.  Pergalumna altera ingår i släktet Pergalumna och familjen Galumnidae. Inga underarter finns listade i Catalogue of Life.